# Boucles de l'Aulne 2012
La Boucles de l'Aulne 2012, settantatreesima edizione della corsa e valida come evento dell'UCI Europe Tour 2012 categoria 1.1, si svolse il 27 maggio 2012 su un percorso di 168 km. Fu vinta dal francese Sébastien Hinault, che giunse al traguardo con il tempo di 4h01'05", alla media di 41,81 km/h.
Portarono a termine il percorso 94 ciclisti.

## Ordine d'arrivo (Top 10)
| Pos. | Corridore         | Squadra      | Tempo    |
| ---- | ----------------- | ------------ | -------- |
| 1    | Sébastien Hinault | AG2R La Mon. | 4h01'05" |
| 2    | Laurent Pichon    | Bretagne     | s.t.     |
| 3    | Romain Feillu     | Vacansoleil  | s.t.     |
| 4    | Pierrick Fédrigo  | FDJ-BigMat   | s.t.     |
| 5    | Julien Simon      | Saur-Sojasun | s.t.     |
| 6    | Lloyd Mondory     | AG2R La Mon. | s.t.     |
| 7    | Samuel Dumoulin   | Cofidis      | s.t.     |
| 8    | Julien El Fares   | Type 1       | s.t.     |
| 9    | Florian Guillou   | Bretagne     | s.t.     |
| 10   | Arthur Vichot     | FDJ-BigMat   | s.t.     |